# NGC 5835
NGC 5835 este o liner situată în constelația Boarul. A fost descoperită în 23 aprilie 1887 de către Lewis A. Swift.